# Schützenhof (Bochum)

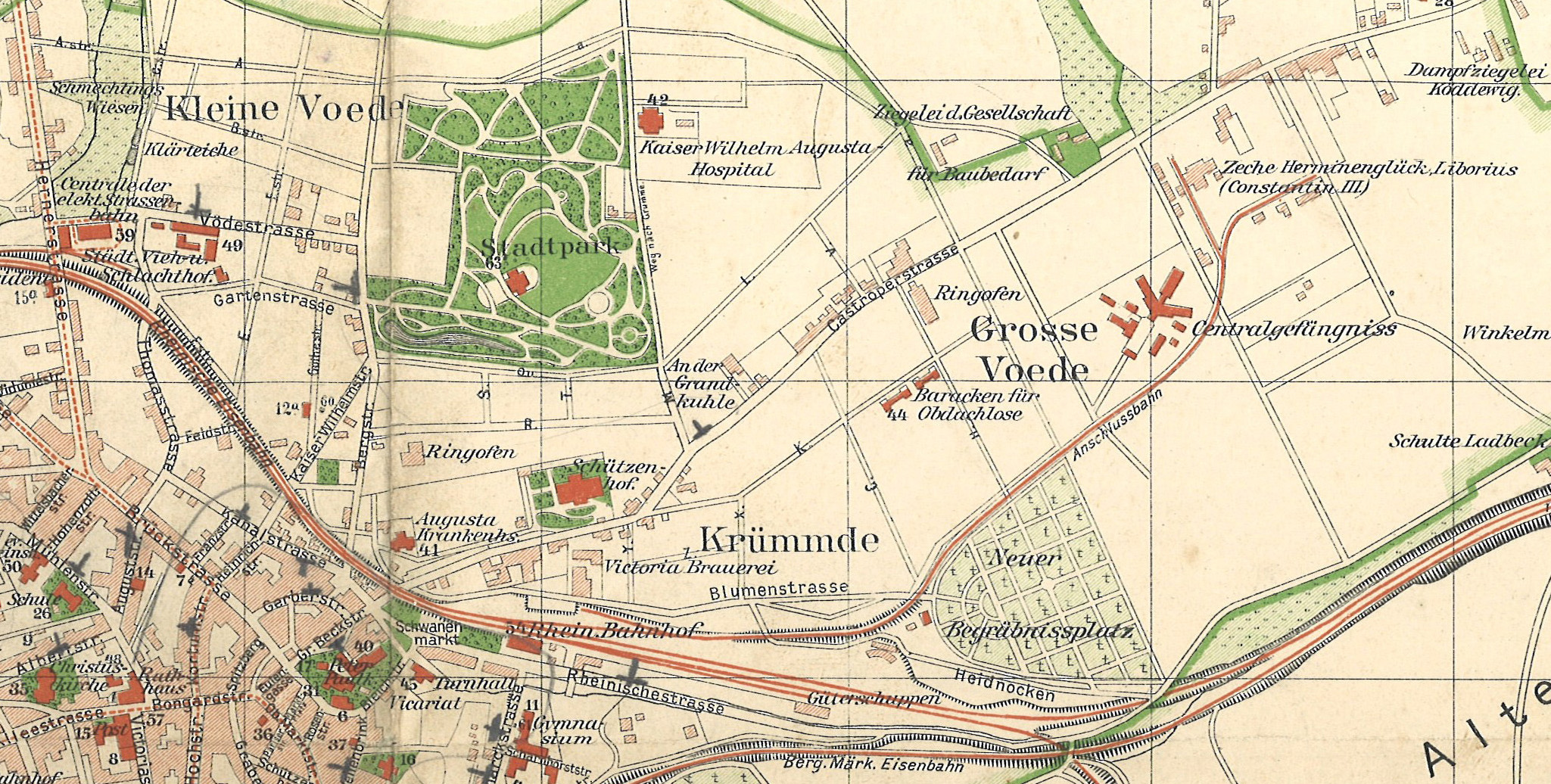
Der Schützenhof und seine Lage im Stadtgebiet

Der Schützenhof war zwischen 1865 und 1943 der größte Versammlungssaal Bochums. Hier fanden viele Großveranstaltungen statt, sowohl kultureller als auch politischer Ausrichtung.

## Geschichte

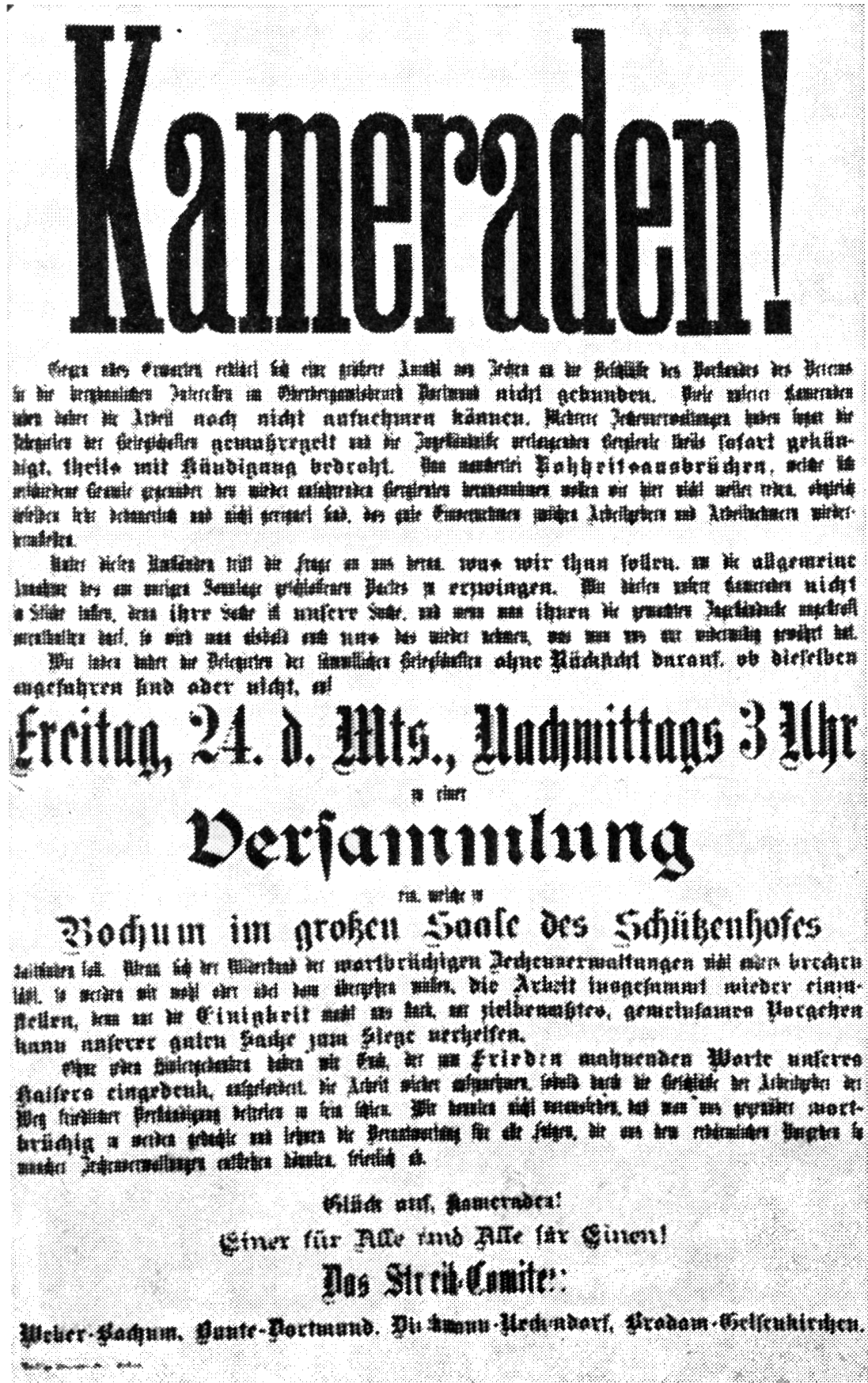
Bergarbeiterstreik 1889, Versammlungsaufruf für den Schützenhof

Bis zur Mitte des 19. Jahrhunderts war Bochum eine kleine Ackerbürgerstadt ohne Bedarf nach einem großen Saalbau für Versammlungen, der erst mit dem Bevölkerungswachstum der Stadt im Zug der Industrialisierung entstand.
Die Grundsteinlegung wurde 1863 vorgenommen, das Gebäude konnte schon in einer Feier vom 13. bis 16. Juli 1865 eröffnet werden. Der Veranstaltungsort, der nach Eigenbezeichnung „größter Saal Westfalens“ war, konnte wohl zwischen 6000 und 8000 stehende Personen fassen.
Zu den unerfreulichsten politischen Veranstaltungen zählten mehrere antisemitische Vorträge und Parteiversammlungen während der 1880er Jahre. Ein bekannter Antisemit, Max Liebermann von Sonnenberg, trat 1884 mehrfach im Schützenhof auf und zog mit seinen Rede bis zu 3000 Zuschauer an. In einem offenen Brief vom 12. Juli 1884 distanzierten sich mehr als 60 angesehene Bochumer Bürger, darunter der wichtigste Industrielle von Bochum, Louis Baare, und Stadtbaumeister Hermann Bluth von der judenfeindlichen Bewegung und appellierten an die Leser, sich von solchen Versammlungen fernzuhalten. Ein antisemitischer Kongress im Schützenhof, der einige Hundert Teilnehmer umfasste, fand 1889 statt, auf dem die Gründung der „Deutsch-Sozialen Partei“ vollzogen wurde. Sie zog kurz darauf in den Reichstag ein, verlor aber bis zum Ersten Weltkrieg stark an Bedeutung.
Allgemein wird meist berichtet, der Schützenhof habe auch für Veranstaltungen jeglicher politischer Couleur gedient. Dies stimmt prinzipiell, doch gab es Phasen, in denen die Stadt vom Betreiber verlangte, seinen Saal nicht für Versammlungen der Arbeiterbewegung und der Sozialdemokraten zu vermieten. Dies war in den frühen 1890er Jahren mehrfach der Fall – wahrscheinlich im Nachgang der Unruhen beim ersten großen Bergarbeiterstreik 1889. Dagegen fand anlässlich des Streiks im Bergbau 1905 eine große Arbeiter-Kundgebung im Schützenhof statt.
Während des Ersten Weltkriegs wurde der Schützenhof zuerst als Reservelazarett genutzt. Später entstand hier eine „Lehrwerkstätte für Kriegsbeschädigte“ und später eine „Fabrik Künstlicher Glieder“. Auf Aufnahmen aus dem Schützenhof sind einige der 16 bis 18 Werkstätten zu sehen, bei denen insbesondere amputierte Verwundete neue Berufe erlernten oder durch die Anpassung spezieller Prothesen in die Lage versetzt wurden, ihre frühere Tätigkeit wieder auszuüben. Geradezu befremdlich wirken die Bilder, auf denen Versehrte ein militärisches Training erhalten. „Nach heutigem Verständnis ist [...] empörend, dass auch Schießübungen und Bajonett-Training mit Armprothesen sowie militärischer Drill in eigens angelegten Schützengräben und Unterständen zum Lazarett-Programm gehörten.“
Im Jahr 1919 übernahm die Stadt Bochum die Halle. Das im gleichen Jahr gegründete Städtische Orchester hatte seine Hauptspielstätte im Stadttheater, trat aber auch in dieser Halle auf.

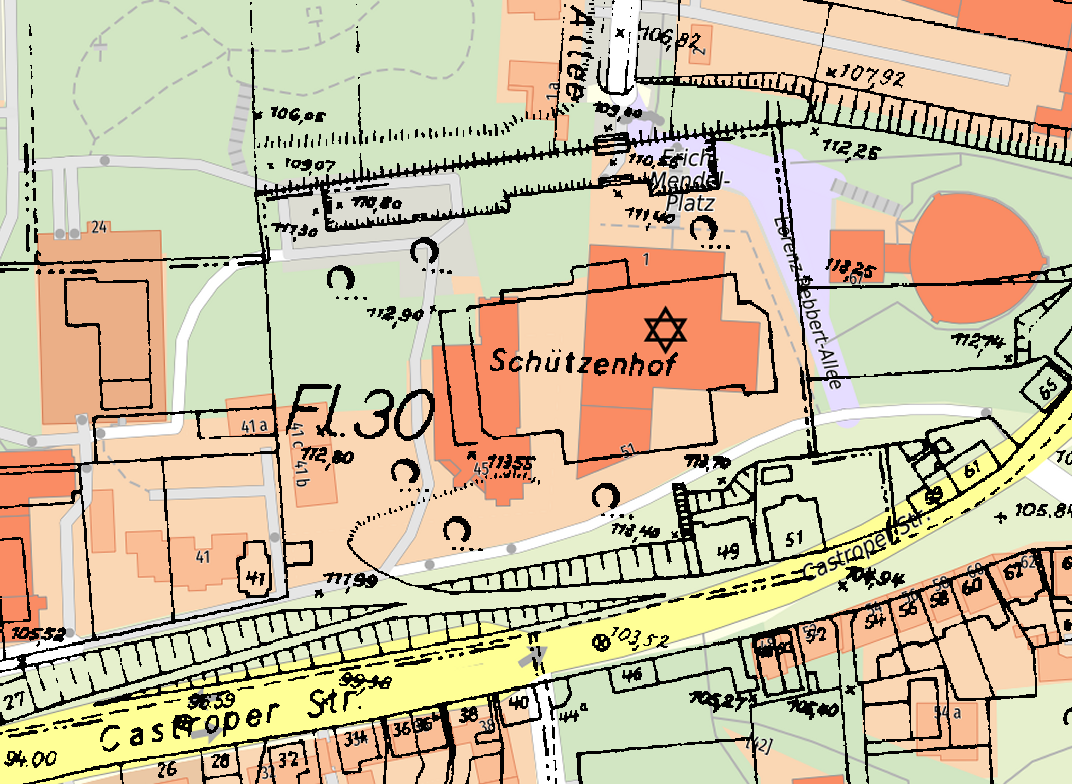
Ehemalige Lage des Schützenhofs und heutige Gebäude

Als Reaktion auf die Machtübertragung auf die NSDAP 1933 fand am 12. Februar 1933 eine Demonstration der Eisernen Front mit um 10.000 Teilnehmern statt. Bei der Abschlusskundgebung im Schützenhof, an dem nur ein Teil der Personen Platz fand, gab es noch Reden von Fritz Husemann und Heinrich König. Diese dürften vor Verhaftung und Verfolgung die letzten öffentlichen Auftritte der Politiker gewesen sein. In der Zeit des Nationalsozialismus diente der nach wie vor größte Saal Bochums wiederholt für Partei- und Propaganda-Veranstaltungen der NSDAP und ihrer Unterorganisationen. Der Verwaltungsbericht der Stadt Bochum für die Jahre beklagte, dass zu Beginn des Jahres 1943 im „Geist der Großmannssucht“ ein Umbau befohlen wurde, welcher Arbeitskraft und Material der Instandsetzung von Wohnungen entzog. Als letzte Veranstaltung fand Ende März 1943 ein Auftritt des Musikkorps und der Chor der SS-Leibstandarte Adolf Hitler statt. Bei den beginnenden großen Luftangriffen auf Bochum wurde das Gebäude in der Nacht zum 14. Mai 1943 durch Brandbomben zerstört.
Nach der Zerstörung des Schützenhofs lag die Fläche lange brach. Später wurde hier das Planetarium Bochum und noch später die Neue Synagoge gebaut. Eine Ironie der Geschichte ist es, dass im Schützenhof am 9. November 1938 eine Totenfeierstunde der NSDAP mit der SA-Standarte 17 stattfand, bevor die Parteiangehörigen in der Pogromnacht zum Abbrennen der alten Synagoge aufbrachen.
Als Veranstaltungshalle übernahm die sogenannte B.V. Halle des Bochumer Vereins die Funktion als Schauplatz für Großkundgebungen. Ab 1964 wurde dafür die Ruhrlandhalle und später der Ruhrcongress verwendet, die relativ nah an dem ehemaligen Standort des Schützenhofs liegen.